# Lanvin
Lanvin è una casa di moda francese, fondata da Jeanne Lanvin nel 1885.

## Storia
Dopo essersi formata presso la bottega di Madame Félix, Jeanne Lanvin aprì la propria casa di moda a Parigi nel 1885, attirando in breve tempo i favori di una vasta clientela, producendo abbigliamento per signore e bambine.
Negli anni venti la casa di moda diventa popolarissima in tutta Europa: la Lanvin inizia ad aprire boutique specializzate in diversi settori della moda, che andavano dal Design d'interni, all'abbigliamento per uomo alla biancheria intima. Ma la fortuna maggiore la Lanvin la ottenne con la creazione del marchio Lanvin Parfums SA nel 1924, volto alla produzione di profumi. Di particolare successo si riveleranno i profumi Arpège e My Sin.
Quando nel 1946 Jeanne Lanvin morì, la proprietà della casa di moda passò alla figlia della stilista, Marie-Blanche de Polignac. Marie-Blanche però morì nel 1958, lasciando la casa di moda al cugino Yves Lanvin, che nominò come direttore creativo lo stilista belga Francois Crahay, al posto del precedente Antonio Canovas del Castillo. Crahay lavorerò per Lanvin fino al 1984 e le sue collezioni ottennero il prestigioso riconoscimento Dé d'Or, per tre volte. Lo stesso riconoscimento lo otterrà anche Claude Montana, direttore artistico di Lanvin dal 1990 al 1992.
Nel 1994, il marchio Lanvin viene rilevato dall'azienda di cosmetica L'Oréal, aumentando notevolmente il proprio fatturato, dopo un periodo di relativa crisi. Nel 2001 Lanvin viene acquistato dal gruppo Harmonie S.A., dell'imprenditrice Shaw-Lan Wang, una magnate della finanza taiwanese. Nell'ottobre dello stesso anno, Alber Elbaz viene nominato nuovo direttore creativo dell'azienda.
Negli ultimi anni 2000 una delle muse dello stilista Alber Elbaz è la top model inglese Lily Donaldson.
Nell'ottobre 2015 Elbaz dichiara di abbandonare la casa di moda, pare per incompatibilità con Michèle Huiban, amministratore delegato, e Shaw-Lan Wang. Viene sostituito nel 2016 da Bouchra Jarrar e dopo solo un anno da Olivier Lapidus.
Nel febbraio 2018 la società viene rilevata per un centinaio di milioni dal gruppo cinese Fosun International.